# Ella Eyre
 (août 2014).
Ella McMahon, née le 1er avril 1994, plus connue sous son nom de scène Ella Eyre, est une chanteuse, compositrice et interprète britannique qui a signé chez Virgin EMI Records.
Elle est connue pour ses collaborations avec le groupe anglais Rudimental sur leur single numéro un au Royaume-Uni Waiting All Night (en), ainsi qu'avec Naughty Boy et Wiz Khalifa sur son single Think About It.
Son premier EP, Deeper, est sorti le 15 décembre 2013. Son premier single, If I Go est sorti le 13 juillet 2014. Son premier album "Feline" est sorti le 28 août 2015.

## Biographie
Ella Eyre, fille unique, grandi à West London, élevée seule par sa mère, une artiste et créatrice anglaise. Elle a des ascendances anglaises et maltaises par sa mère et jamaïcaines par son père, vivant actuellement en Jamaïque. Avant de se lancer dans une carrière professionnelle dans la musique, Ella Eyre était une nageuse de compétition, avant de devoir arrêter des suites d'une blessure à l'épaule.
Elle est la seule de sa famille à faire de la musique ; initialement, elle ne voulait s'appeler que "Ella" en tant que nom de scène, mais en discutant avec sa mère à propos de son passé familial le nom « Eyre » est venu dans la conversation et l'association s'est faite naturellement.
Durant son adolescence, elle fait son entrée dans la fameuse BRIT School (où Jessie J, et Adele ont aussi étudié), dans la section Art & Technologie, puis par la suite découverte par son manageur à travers son coach vocal en 2011, Ella Eyre commence à écrire des chansons tout continuant ses cours à la BRIT School, où elle est très impliquée dans la comédie musicale, ce qui lui permet non seulement de chanter mais aussi jouer au théâtre. Mais ce côté, qu'elle juge moins proche d'elle et moins intime, fait qu'elle se concentre plus sur l'écriture, et en juillet 2012 elle signe la publication de ses chansons chez Warner/Chappell, puis peu de temps après elle signe chez la maison d'édition Virgin/EMI Records pour son premier EP, en vue d'un album.
C'est comme cela qu'Ella Eyre commence à entrer dans l'industrie de la musique, à travers notamment beaucoup de collaborations ; dont une reprise/mash up des groupes TLC : « No Scrubs » et de The XX : "Angels" avec le groupe anglais Bastille en Décembre 2012, avant de connaître un succès international grâce à sa collaboration avec le groupe anglais Rudimental.
Elle ne se lance réellement dans une carrière en solo qu'avec la publication de son premier single Deeper en décembre 2013, suivit de If I Go en juillet 2014, de Comeback en août 2014 et de sa collaboration avec le DJ anglais : DJ Fresh sur son nouveau titre Gravity sorti en décembre dernier. Entre-temps, Ella Eyre progresse sur la scène musicale, en entamant une tournée au Royaume-Uni et aux États-Unis, et en participant à des évènements du monde musical comme les BRIT ou les MOBO, mais aussi pour des œuvres caritatives comme Stand Up To Cancer où elle  interprète une reprise de la chanson « Say Something (I'm Giving Up On You) » de A Great Big World et Christina Aguilera. Ses musiques se retrouvent aussi à la fin de quelque épisodes de Grey's Anatomy comme Home ou encore If I Go .
Elle fut nommée dans la section BRITs Critics' Choice 2014 par les BRITAwards, contre Sam Smith et Chlöe Howl, mais ne remporte pas le titre, gagné par Sam Smith. Ainsi que pour le Sound of 2014 organisé par la BBC. Cependant la même année, pour sa collaboration avec Rudimental sur le titre Waiting All Night, elle et le groupe obtiendront la récompense du British Single lors des BRITAwards. Puis elle remporte le tire de Best Newcomer aux MOBOAwards 2014, ce que l'opposait à des artistes comme MNEK ou Jess Glynne.
Elle dit être influencée par des artistes comme Lauryn Hill, Amy Winehouse ou encore par des groupes comme Basement Jaxx ou Gnarls Barkley, dont elle a d'ailleurs fait une reprise de leurs titres respectifs : Good Luck et Going On. Elle trouve que les paroles de ces chansons sont très profondes et ont un vrai sens pour elle, spécialement dans la chanson Going On de Gnarls Barkley où il est chanté : « Anyone that needs what they want. And doesn't want what they need. I want nothing to do with » (Tous ceux qui ont besoin de ce qu'ils veulent. Et ne veulent pas ce dont ils ont besoin. Je ne veux rien à voir avec eux). Ella Eyre commente « La première fois que j'ai entendu ce verset, il m'a paru tellement simple, tellement il était vrai, comme une évidence et une réflexion sur l'être humain ».
Beaucoup de personnes lui trouvent une ressemblance tant bien sur le talent que sur l'apparence physique avec Tina Turner. Sa voix de contralto la distingue de la plupart des chanteuses de variété.
Elle reste assez discrète en France, avec seulement une seule apparition sur la télévision française sur l'émission Le Ring ; on la considère aussi beaucoup comme la nouvelle Selah Sue, ou encore un mélange de cette dernière, de Lauryn Hill et d'Amy Winehouse.
Ella Eyre, décrit le lion comme étant son animal fétiche, animal qu'elle trouve emblématique et puissant ; elle en a d'ailleurs fait son logo en tant qu'artiste.
De plus Ella Eyre décrit la musique comme étant  "un concept très intéressant, parce que chacun est différent. Tout le monde a son propre goût et son opinion dans la musique. [...] Je veux que les gens ressentent quelque chose quand ils entendent mon son.
C'est pour eux, l'occasion d'être en contact avec quelque chose qu'ils ne savaient pas qu'il y avait avant, une sorte d'influence sur un sentiment ou sur une émotion qu'ils ont au fond d'eux même; et de se dire quelque chose comme "Oui, c'est exactement ce que je ressens en ce moment".